# Bayerischer Schachbund
Der Bayerische Schachbund e. V. (BSB) ist der Landesverband der bayerischen Schachvereine und vertritt diese im Deutschen Schachbund.
Er gehört dem Bayerischen Landes-Sportverband e. V. (BLSV) an. Sitz des Bundes ist Nürnberg.

## Geschichte

### Gründung
Der Bayerische Schachbund wurde am 28. Juni 1885 in München gegründet. Erster Präsident wurde der Schachkomponist Adolf Bayersdorfer. Nachdem zwischen 1886 und 1893 vier Kongresse abgehalten wurden, wurde der Bund inaktiv und stellte faktisch seine Tätigkeit ein.

### Erste Neugründung
Johannes Schenzel veranlasste, dass der Bund wieder auflebte. Am 23. September 1906 wurde er in Nürnberg neu gegründet. Auf seine Initiativen hin blühte das Schachleben in Bayern auf, viele neue Vereine wurden gegründet.
Die Pfalz gründete zwar am 20. November 1921 den Pfälzischen Schachbund, war allerdings bis zum Zweiten Weltkrieg ein Unterverband des Bayerischen Schachbundes.

### Zweite Neugründung
Nach dem Zweiten Weltkrieg wurde der Bayerische Schachbund im Februar 1947 wiederbelebt. Einen großen Aufschwung erlebte Bayern in den 1950er Jahren: Man organisierte 1958 die Schacholympiade in München und wurde gleichzeitig zum mitgliederstärksten Landesverband innerhalb des Deutschen Schachbundes.

## Bezirksverbände
Der Verband ist untergliedert in die Bezirksverbände Oberfranken, Mittelfranken, Unterfranken, Oberpfalz, Niederbayern, Oberbayern, München und Schwaben.

## Präsidenten

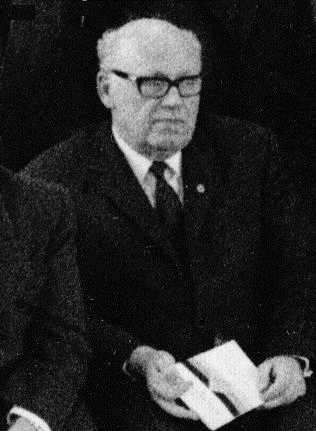
Ludwig Schneider 1968

- 1885–1886: Adolf Bayersdorfer
- 1886–1888: Leopold Schatz
- 1888–1906: Max Kürschner
- 1906–1920: Johannes Schenzel
- 1920–1924: Eduard Dyckhoff
- 1924–1933: Hans Ewinger
- 1933–1940: Walter Englert
- 1945–1949: Anton Fersch
- 1949–1951: Wilhelm Klein
- 1951–1969: Ludwig Schneider
- 1969–1979: Otto Thiermann
- 1979–1987: Siegfried Hofmann
- 1987–2014: Klaus-Norbert Münch
- 2014–2024: Peter Eberl
- seit 2024: Ingo Thorn